# Euxoa haloeremialis
Euxoa haloeremialis là một loài bướm đêm trong họ Noctuidae.